# ノーム・ニクソン
ノーマン・エラード・ニクソン (Norman Ellard Nixon, 1955年10月11日 - ) は、アメリカ合衆国の元プロバスケットボール選手。身長188cm、体重77kg。ポジションはポイントガード。ロサンゼルス・レイカーズで2度のNBA制覇を果たした。

## 経歴
ニクソンはジョージア州メイコンで生れ、高校時代にはバスケットボールとフットボールで活躍した。進学したデュケイン大学では4年間で平均17.4得点をあげ、最終学年時にはカンファレンス年間最優秀選手に選ばれた。2001年にニクソンの背番号『10』が大学の永久欠番に指定されている。
1977年、ニクソンはNBAドラフト全体22位でロサンゼルス・レイカーズに入団した。1年目は平均13.7得点6.8アシスト（リーグ4位）の成績でオールルーキー1stチームに選ばれた。翌1978-79シーズンはアシストとスティールでリーグトップ3に入る活躍を見せ、カリーム・アブドゥル＝ジャバーとともにレイカーズを牽引した。
3年目の1979-80シーズン、ニクソンは自己最高の平均17.6得点に加え、出場時間でリーグ1位の平均39.3分を記録した。この年大物新人のマジック・ジョンソンを獲得したレイカーズはファイナルに進出し、フィラデルフィア・76ersを破って8年ぶりのリーグチャンピオンに輝いた。ニクソンはポジションが被るマジックと衝突することもあったが、最終的に共存に成功したことが優勝へと繋がった。
1981-82シーズン、ニクソンは平均17.6得点8.0アシストの成績で自身初のオールスター出場を果たした。レイカーズはファイナルまで勝ち上がり、76ersを下して2年ぶりのリーグ制覇を成し遂げた。ニクソンはプレーオフでチームトップの平均20.4得点と大活躍した。翌1982-83シーズンもファイナル進出を果たしたが、76ersにストレートで敗退した。シーズン終了後、ニクソンはサンディエゴ・クリッパーズにトレードされた。
ニクソンはクリッパーズでもチームの司令塔として活躍し、移籍1年目の1983-84シーズンにキャリアハイの平均11.1アシストを記録した。翌1984-85シーズンには自身2度目のオールスターに選ばれている。しかしクリッパーズをプレーオフに導くことは出来なかった。
1986年、ニクソンはソフトボールの試合中に穴に足をとられて転倒し、左膝近くの腱を負傷したため翌シーズンを全休した。さらに1987年のプレシーズンで右アキレス腱を断裂し、もう1年を棒に振った。1988-89シーズンに復帰して53試合に出場したが平均6.8得点6.0アシストの成績に留まった。シーズン終了後イタリアのプロリーグに移籍し、1989年限りで現役を引退した。NBAでの成績は、768試合の出場で通算12,065得点6,386アシスト（平均15.7得点8.3アシスト）であった。通算6,386アシストはリーグ史上30位、平均8.3アシストは同11位の記録である。
引退後はスポーツエージェントやコメンテーターとして活動している。

## 人物・エピソード
- 1984年に女優・映画監督・ダンサーのデビー・アレンと結婚し、3人の子供がいる。現役引退後には妻と共同でカリフォルニア州カルバーシティにダンス・アカデミーを設立した。
- 1983年のNBAファイナル第1戦では、試合開始後間もなくフィラデルフィア・76ersのアンドリュー・トニーと激しく衝突して肩の肉離れを起こしたにもかかわらず、41分間出場して26得点を記録した。
- 2019年、デュケイン大学でプレーする2年生の選手が、その年の春に銃撃事件で死亡した友人が高校時代に着用していた背番号にちなみ、ニクソンの永久欠番である10番を着用したいと希望し、ニクソンはこれを快諾した。

## 個人成績
| *      | リーグ1位       |
| 太字   | キャリアハイ    |
| dagger | NBAチャンピオン |

### レギュラーシーズン
| Season   | Team     | GP  | GS  | MPG   | FG%  | 3P%  | FT%  | RPG | APG  | SPG | BPG | PPG  |
| -------- | -------- | --- | --- | ----- | ---- | ---- | ---- | --- | ---- | --- | --- | ---- |
| 1977–78  | LAL      | 81  | –   | 34.3  | .497 | –    | .714 | 3.0 | 6.8  | 1.7 | 0.1 | 13.7 |
| 1978–79  | LAL      | 82  | –   | 38.4  | .542 | –    | .775 | 2.8 | 9.0  | 2.5 | 0.2 | 17.1 |
| 1979–80  | LAL      | 82  | –   | 39.3* | .516 | .125 | .779 | 2.8 | 7.8  | 1.8 | 0.2 | 17.6 |
| 1980–81  | LAL      | 79  | –   | 37.5  | .476 | .167 | .778 | 2.9 | 8.8  | 1.8 | 0.1 | 17.1 |
| 1981–82  | LAL      | 82  | 82  | 36.9  | .493 | .250 | .808 | 2.1 | 8.0  | 1.6 | 0.1 | 17.6 |
| 1982–83  | LAL      | 79  | 79  | 34.3  | .475 | .000 | .744 | 2.6 | 7.2  | 1.3 | 0.1 | 15.1 |
| 1983–84  | SDC LAC  | 82  | 82  | 37.2  | .462 | .239 | .760 | 2.5 | 11.1 | 1.1 | 0.0 | 17.0 |
| 1984–85  | SDC LAC  | 81  | 81  | 35.7  | .465 | .333 | .780 | 2.7 | 8.8  | 1.2 | 0.0 | 17.2 |
| 1985–86  | SDC LAC  | 67  | 62  | 31.9  | .438 | .347 | .809 | 2.7 | 8.6  | 1.3 | 0.0 | 14.6 |
| 1988–89  | SDC LAC  | 53  | 30  | 24.9  | .414 | .276 | .738 | 1.5 | 6.4  | 0.9 | 0.0 | 6.8  |
| Career   | Career   | 768 | 416 | 35.5  | .483 | .294 | .772 | 2.6 | 8.3  | 1.5 | 0.1 | 15.7 |
| All-Star | All-Star | 2   | 0   | 19.0  | .571 | –    | .500 | 1.0 | 5.0  | 1.0 | 0.0 | 12.5 |

### プレーオフ
| Year   | Team   | GP | GS | MPG  | FG%  | 3P%  | FT%  | RPG | APG   | SPG | BPG | PPG  |
| ------ | ------ | -- | -- | ---- | ---- | ---- | ---- | --- | ----- | --- | --- | ---- |
| 1978   | LAL    | 3  | –  | 30.7 | .458 | –    | .667 | 3.0 | 5.3   | 1.3 | 0.3 | 8.0  |
| 1979   | LAL    | 8  | –  | 40.9 | .471 | –    | .733 | 3.5 | 11.8* | 1.4 | 0.0 | 15.4 |
| 1980   | LAL    | 16 | –  | 40.5 | .477 | .200 | .804 | 3.5 | 7.8   | 2.0 | 0.2 | 16.9 |
| 1981   | LAL    | 3  | –  | 44.3 | .510 | –    | .800 | 3.7 | 8.7*  | 0.3 | 0.3 | 19.3 |
| 1982   | LAL    | 14 | –  | 39.2 | .478 | .333 | .754 | 3.1 | 8.1   | 1.6 | 0.1 | 20.4 |
| 1983   | LAL    | 14 | –  | 38.4 | .477 | .429 | .740 | 3.4 | 6.4   | 1.3 | 0.1 | 19.0 |
| Career | Career | 58 | –  | 39.4 | .478 | .333 | .763 | 3.4 | 8.0   | 1.5 | 0.1 | 17.7 |